# Louis Manna
Louis Anthony Manna, detto Bobby (Hoboken, 2 dicembre 1929), è un mafioso statunitense che ha ricoperto il ruolo di consigliere all'interno della famiglia Genovese durante la leadership di Vincent Gigante. Le sue attività erano principalmente concentrate nella zona di Hoboken, New Jersey.

## Biografia
Manna nacque e crebbe a Hoboken, nel New Jersey. È cognato di Gerald Dirazzo, affiliato alla famiglia Genovese. Secondo documenti del tribunale distrettuale del New Jersey, l’attività criminale di Manna risalirebbe almeno al 1952, quando fu coinvolto in un’aggressione ai danni di un uomo accusato di voler reclutare membri per un sindacato rivale.

## Carriera criminale

### La famiglia Genovese
Divenne uno stretto collaboratore del boss della famiglia Genovese, Vincent “The Chin” Gigante, al punto da affittare un appartamento nel Greenwich Village, a New York, per restare vicino alla sede operativa di Gigante, il Triangle Social Club. Si ritiene che Manna riferisse anche a Tony Salerno, oltre che a Gigante, pur mantenendo la sua principale base di potere nel New Jersey.
Nel ruolo di consigliere, Manna supervisionava quattro capiregime e gestiva le sue operazioni personali da un ristorante italiano, il Casella's, situato al 615 di First Street a Hoboken. Fu anche il principale referente della famiglia Genovese nei negoziati con la famiglia Gambino per spartirsi equamente il controllo del territorio nella regione.

### La famiglia Gambino
Nel 1987, Louis Manna iniziò a spingere la famiglia Genovese affinché venisse assassinato John Gotti, nuovo boss della famiglia Gambino. Gotti, all’epoca caporegime, aveva orchestrato nel 1985 l’omicidio del boss Paul Castellano, prendendo il controllo della famiglia Gambino senza l’autorizzazione della Commissione, l’organo di governo della Cosa nostra statunitense.
Manna era particolarmente contrariato per quel colpo di mano non approvato, considerato una violazione delle regole e dell’equilibrio tra le famiglie. Inoltre, Gotti mirava ad appropriarsi delle redditizie attività nel Sud del New Jersey, un tempo sotto il controllo della famiglia criminale di Philadelphia, lasciando invece alla famiglia Genovese il territorio meno ambito del Nord del New Jersey.

## Arresto e condanna
Tra l'agosto 1987 e il gennaio 1988, l'FBI registrò dodici conversazioni in cui Louis Manna e altri membri della famiglia Genovese discutevano dell'eliminazione di John Gotti, di suo fratello Gene Gotti e dell'imprenditore newyorkese Irwin Schiff. Durante le discussioni sull’omicidio di John Gotti, Manna consigliò al sicario di travestirsi, poiché l’area dell’agguato era piuttosto esposta.
L’8 agosto 1987, Irwin Schiff fu colpito alla testa mentre cenava in un ristorante di Manhattan. In seguito, Manna fu incriminato e, il 26 giugno 1989, condannato per cospirazione finalizzata all’omicidio di John Gotti, Gene Gotti e Schiff, nell’ambito di attività di racket. Il 26 settembre 1989, la giudice federale Maryanne Trump Barry lo condannò a 80 anni di carcere.
Nel 2004, l’FBI rivelò che, prima della sentenza, Manna era coinvolto in un piano per assassinare la giudice Maryanne Trump Barry, il procuratore statunitense Samuel A. Alito e il capo dell’accusa Michael Chertoff.

### Rilascio anticipato
Nel dicembre 2020, all’età di 91 anni, Manna chiese il rilascio compassionevole per motivi di salute, ma la richiesta fu respinta. Un secondo tentativo, nel novembre 2021, ebbe anch’esso esito negativo.
A dicembre 2021, Manna risultava detenuto presso il Federal Medical Center di Rochester, in Minnesota, con data di rilascio prevista per il 7 novembre 2054.
Nell’aprile 2025, a 95 anni, Manna è stato infine rilasciato per ragioni umanitarie. Era affetto da numerose patologie, tra cui cancro ai polmoni, morbo di Parkinson, ipotensione e le conseguenze di un ictus.